# 이마이 츠바사
이마이 츠바사(今井翼, 1981년 10월 17일 - )는 일본의 가수, 배우이다. 타키 앤 츠바사의 최연장자 이기도 하다. 쇼치쿠 엔터테인먼트 소속.

## 발자취
- 1995년, 자니즈 사무소에 입소했다.
- 2002년 9월에 타키 앤 츠바사로 데뷔했다.
- 2003년부터 분카방송에서 매주 목요일 자정에 하는 라디오 프로그램 to base를 진행 중.
- 2018년 9월 10일 팀 해산 후 쟈니스 사무소를 퇴소해 치료에 전념할 예정이다.

## 음반목록

### 싱글
- 2010년 2월 24일 《BACKBORN》

## 출연
- 매년 초 도모토 코이치(킨키키즈) 주연의 뮤지컬 '쇼크'에 출연.

### 텔레비전 드라마
- 썸머 스노우
- 네버랜드
- 최후의 변호인
- 하루와 나츠